# Lars Olsson (handbollsspelare)
Lars Erik Vilhelm Olsson, född 29 juli 1929 i Vasa församling i Göteborg, död 19 februari 2025 i Nylöse distrikt i Göteborg, var en handbollsspelare i Majornas IK. Han spelade också fyra landskamper för Sverige.

## Karriär
Lars Olsson började spela för Majornas IK säsongen 1953–1954 inomhus. Året 1957–1958 var klubben nere och vände i division 2. Göteborgs-Posten rapporterade 31 mars 1958 om klubbens återkomst till handbollsallsvenskan. Artikeln avslöjar att Lars Olsson är 29 år och försäkringstjänsteman. Enligt Arkiv Digital heter då Lars Olsson, Lars Erik Vilhelm Olsson i sitt fullständiga namn. Säsongen 1959–1960 blev troligen hans sista i Majorna.
Under dessa år vann inte Majorna några titlar i handbollen inomhus men utomhus vann man sex titlar 1953, 1955, 1956,1957,1958 och 1959. Då var Lars Olsson med i det vinnande laget. Det är dessa meriter som motiverar hans uttagning i landslaget till VM 1955.

## Landslagskarriär
Olsson debuterade i Sveriges herrlandslag och spelade sedan samma år i Världsmästerskapet i utomhushandboll för herrar 1955 för Sverige. Han spelade bara två matcher i VM. Olsson spelade sin sista landskamp utomhus den 18 juni 1958 mot Danmark i Helsingör. Sverige vann matchen med 19-9 och Lars Olsson spelade som avbytare. Hans landslagskarriären blev bara 4 landskamper från 1955 till 1958.